# Mad Dog (album)
Mad Dog je čtvrté studiové album baskytaristy The Who, Johna Entwistlea. Zároveň se jedná o debutové album jeho kapely John Entwistle's Ox.
Jeho další sólové album Too Late the Hero se stalo jeho nejúspěšnějším, zatímco Mad Dog bylo až do vydání alba The Rock jeho nejméně úspěšné sólové album.
Píseň „Cell Number 7“ popisuje spor skupiny The Who s kanadskou justicí poté, co v roce 1974 během turné Quadrophenia zničili vybavení hotelu v Montrealu.

## Seznam skladeb
Až na uvedené výjimky je autorem všech skladeb John Entwistle.
| Strana 1 | Strana 1           | Strana 1                      | Strana 1 |
| Pořadí   | Název              | Autor                         | Délka    |
| -------- | ------------------ | ----------------------------- | -------- |
| 1.       | I Fall to Pieces   |                               | 3:55     |
| 2.       | Cell Number 7      | John Entwistle, Tony Ashton   | 4:02     |
| 3.       | You Can Be So Mean |                               | 3:55     |
| 4.       | Lady Killer        |                               | 3:29     |
| 5.       | Who in the Hell?   |                               | 3:34     |
| 6.       | Mad Dog            |                               | 5:27     |
| 7.       | Jungle Bunny       | John Entwistle, Graham Deakin | 4:03     |
| 8.       | I'm So Scared      |                               | 4:01     |
| 9.       | Drowning           |                               | 4:41     |

## Obsazení
- John Entwistle – hlavní vokály, basová kytara, 8strunná basová kytara, syntezátor
- Jimmy Ryan – kytara
- Mike Wedgwood – kytara, aranže smyčců
- Robert A. Johnson – kytara
- Eddie Jobson – klavír, housle
- Tony Ashton – klavír
- John Mealing – klavír
- Mike Deacon – klavír
- Nashville Katz – aranže smyčců
- John Mumford – pozoun
- Dick Parry – barytonsaxofon
- Howie Casey – tenorsaxofon
- Dave Caswell – trubka
- Doreen Chanter – doprovodné vokály
- Irene Chanter – doprovodné vokály
- Juanita „Honey“ Franklin – doprovodné vokály
- Graham Deakin – bicí, perkuse